# Apple Wallet
Apple Wallet (kurz Wallet, ehemals Passbook) ist ein Programm des Technologieunternehmens Apple, mit dem Gutscheine, Bordkarten, Debit- und Kreditkarte und ähnliche virtuelle Objekte gespeichert werden können – etwa, um sich auszuweisen oder Bezahlvorgänge mobil durchführen zu können.
„Wallet“ wurde als „Passbook“ im Juni 2012 auf der Worldwide Developers Conference (WWDC) angekündigt und am 12. September 2012 veröffentlicht. Die Applikation ist integraler Bestandteil von Apple iOS 6 und damit ab Werk installiert. Ab iOS 9 wurde die App in Wallet umbenannt.
Die Wallet-App steht für die Mobilgeräte iPhone, iPod touch (beide iOS) und Apple Watch (watchOS) zur Verfügung.

## Geschichte
Im Zuge der zunehmenden Verbreitung von Near Field Communication (NFC) in modernen Smartphones wurde spekuliert, dass auch Apple einen entsprechenden Chip in sein iPhone integrieren könnte. Das Unternehmen hat sich nach Aussage von Phil Schiller allerdings gegen diese Technik entschieden, da die Bedürfnisse der Kunden auch ohne sie erfüllt werden könnten. Laut seiner Aussage sei die Übertragung von Bordkarten und anderen Objekten über das Internet besser geeignet, da damit überall eine Aktualisierung der gespeicherten Daten möglich sei.
Apple hat Wallet im Rahmen der Eröffnungsrede auf seiner Hausmesse WWDC vorgestellt. Neben Apple Maps, zu dem bereits im Vorfeld zahlreiche Details bekannt wurden, wurde das Programm als eine der wichtigsten Neuerungen von iOS 6 präsentiert. Mit der ersten Beta-Version wurde es an registrierte Entwickler ausgeliefert, wobei die Funktionen aufgrund der fehlenden Integration in andere Apps noch nicht aktiv genutzt werden konnten. Erst mit der offiziellen Vorstellung von iOS 6.0 am 12. September 2012 haben einige Anbieter begonnen, Wallet zu unterstützen. Zu den Pionieren der Plattform gehörte zum Beispiel die Lufthansa.
Mit iOS 8.1 vom Oktober 2014 wurde Wallet erweitert und bietet nun auch Bezahlfunktionen über die Speicherung von Kredit- und Debitkarten sowie die Unterstützung von Apple Pay an. Mit dem im Juni 2015 angekündigten iOS 9 wurde die App in Wallet umbenannt.

## Bedeutung

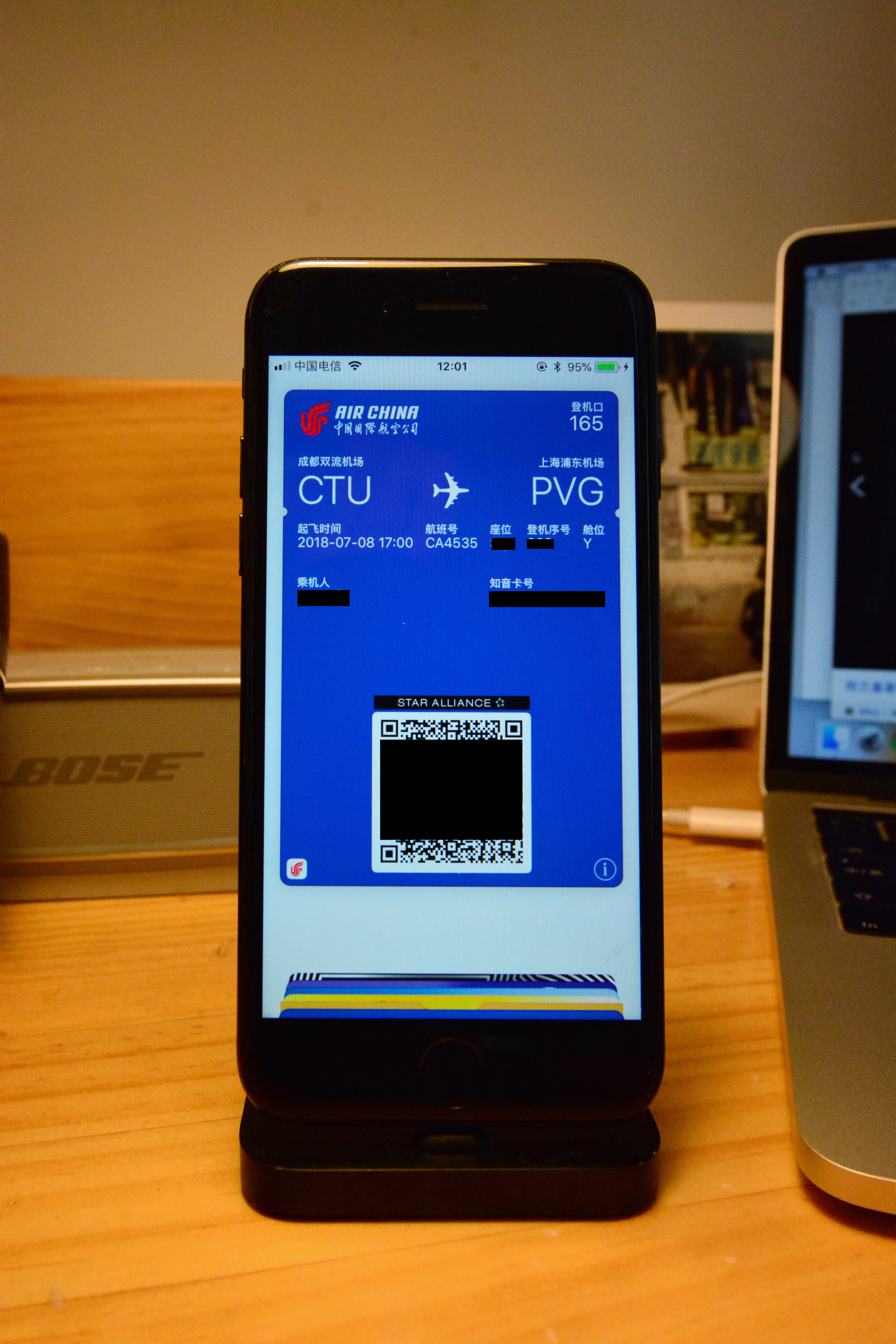
Elektronische Bordkarte bei einem Flug von Air China

Aufgrund des hohen Marktanteils von iOS und der Tatsache, dass Wallet fester Bestandteil des Betriebssystems ist, hat die App sehr schnell eine hohe Verbreitung erreicht. Im Gegensatz zu anderen Plattformen im Bereich mobile Bezahlung wird sie besonders von Fluglinien sehr gut angenommen: Neben der Lufthansa und TUIfly unterstützen zum Beispiel Ryanair, Air China, Air Canada, American Airlines, United Airlines und Ethiopian Airlines die Ablage einer Bordkarte in Wallet. Auch E-Tickets der Deutschen Bahn, der Schweizerischen Bundesbahnen und Trenitalia sowie der Allianz Arena können in Wallet gespeichert werden.
Die amerikanische Kaffeehauskette Starbucks unterstützt zudem seit 2015 das mobile Bezahlen, hier werden die Informationen des Benutzerkontos (Kontostand) in einer Wallet-Karte gespeichert und zum Bezahlen ein QR-Code erzeugt.

## Technik

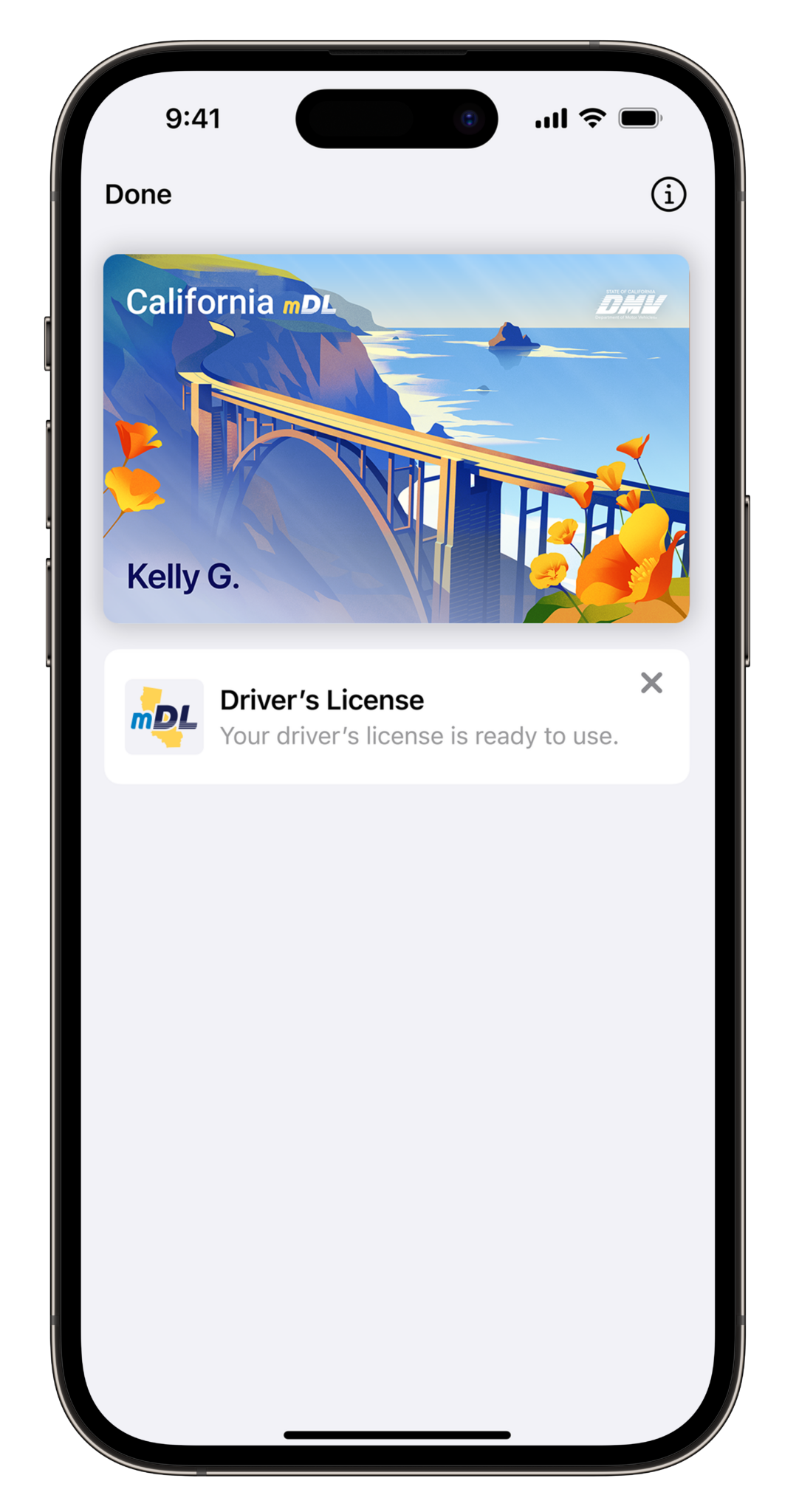
Kalifornischer Führerschein in Apple Wallet, derzeit nur in den USA verfügbar

„Add to Apple Wallet“ bzw. „Hinzufügen zu Apple Wallet“ auf Deutsch zum Hinzufügen von Karten in Apple Wallet

Wallet arbeitet mit Dateien des Dateityps .pkpass. Sobald iOS eine entsprechende Datei entdeckt, bietet das Betriebssystem an, diese in Wallet zu öffnen und abzulegen. Diese Dateien sind trotz der abweichenden Endung eigentlich ein ZIP-Archiv, in dem alle notwendigen Objekte für einen Pass (= Eintrag/Entität in Wallet; Ticket, Karte, Coupon …) zusammengefasst werden. Neben Grafiken und Texten, die für die Darstellung eines Eintrags notwendig sind, sind zwei Dateien besonders wichtig: Erstens eine JSON-Definition von Aussehen und Metadaten, die zum Beispiel auf einen Webdienst für die Aktualisierung verweisen. Zweitens eine digitale Signatur, die mit dem persönlichen digitalen Zertifikat eines Entwicklers generiert werden muss und die Manipulation eines Passes durch dritte Parteien ausschließen soll.
Ein spezielles Programm ist nicht notwendig, um Dateien für Wallet bereitzustellen. Schon kurz nach Veröffentlichung von Wallet haben sich zahlreiche Angebote entwickelt, die auch unerfahrenen Anwendern die Erstellung eines Passes mittels einer grafischen Benutzeroberfläche beziehungsweise eines einfachen Assistenten ermöglichen. Für die meisten dieser Dienste ist es nicht erforderlich, selbst Mitglied im iOS Developer Program von Apple zu sein, um die Walletdatei zu signieren, da die Signatur des Services genutzt werden kann.

## Andere Betriebssysteme

### Apple Wallet auf anderen Betriebssystemen
Beispielsweise für Android und Ubuntu Touch gibt es Apps, die mit für Apple Wallet erstellten Entitäten und .pkpass-Dateien umgehen können.

### Konkurrierende Wallet-Systeme anderer Betriebssysteme
- Google Wallet[16][17]
- Samsung Pay/Wallet[18]
- Microsoft Wallet (seit 2019 eingestellt)[19]

Bei allen genannten Wallet-Systemen handelt es sich um proprietäre Software. Die Wallets sind nicht interoperabel. Ein Hersteller-übergreifender Standard fehlt.